# Stalag VI C Bathorn
Stalag VI C Bathorn (Duits: Lager XIV Bathorn), voorheen Kamp Bathorn, was een krijgsgevangenenkamp tijdens de Tweede Wereldoorlog. Het kamp lag halverwege Hardenberg en Lingen.

## Geschiedenis
Kamp Bathorn werd in juni 1938 als strafkamp gebouwd en vrijwel direct weer gedeeltelijk onttakeld, omdat de barakken nodig waren voor het bouwen van de zogenaamde Westwall. Er was plaats voor 1000 gevangenen. In september 1939 werd het kamp door de Wehrmacht overgenomen voor de huisvesting van krijgsgevangenen. Bathorn werd Stalag VI C Bathorn. Het kreeg Alexisdorf, Dalum, Groß Hesepe, Wietmarschen, Fullen, Wesuwe en Versen als dependances. De laatste drie vormden tot mei 1942 Stalag VI B Versen. In het kader van de Emslandlager stond het kamp bekend als Lager XIV Bathorn. Op de officiële lijst van Duitse concentratiekampen staat het kamp niet vermeld.
De regionale autoriteiten hoopten vanaf begin oktober 1939 16.500 krijgsgevangenen te kunnen huisvesten in genoemde zeven krijgsgevangenenkampen. Nu de Reichsarbeitsdienst in 1938 was opgeheven, wenste men deze krijgsgevangenen als vervangende werkkracht. In de praktijk werden er in 1939/40 eerst echter gevangenen opgenomen die in afwachting van verder transport waren. Of deze ook in kamp Alexisdorf zijn geweest is niet bekend. Vanaf mei 1940 kwamen daar nog vele Nederlandse krijgsgevangenen bij, die hier overigens maar enkele weken verbleven. Na de Nederlanders volgden 10.000 Fransen, die in een mars van 450 km van Duinkerken waren gekomen. Ten opzichte van andere gevangenen, met name die uit de Sovjet-Unie, hadden de Fransen het comfortabel, omdat zij hun volledige bepakking bij zich hadden.
Vanaf 10 september 1940 huisvestten de kampen toen 16.552 krijgsgevangenen, waaronder 13.060 Fransen, 343 Engelsen (anderhalve maand later nog maar 2), 943 Belgen en 2206 Polen. In mei 1941 kwamen daar 593 Joegoslaven bij en in juni van dat jaar nog eens 1450 Serviërs. In augustus 1941 stonden er 5984 Russen in het kamp geregistreerd. In september 1941 hadden de kampen 27.313 inwoners, waaronder 11.441 Fransen en 13.973 Russen. De kampen hadden een oorspronkelijke wooncapaciteit van 5500. Maximaal hebben de onder Stalag VI C Bathorn vallende kampen een gezamenlijk aantal gevangenen van 27.313 personen gekend.

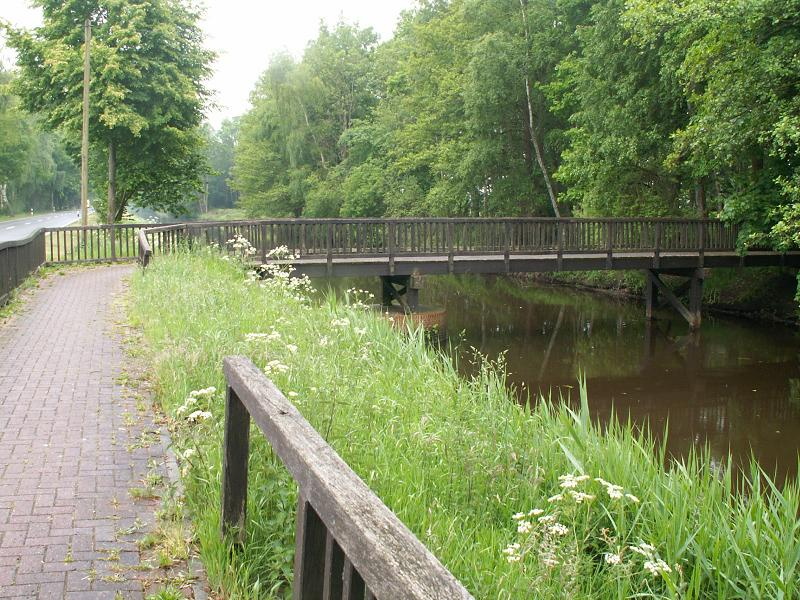
Resten brugpijler bij voormalig stalag Bathorn

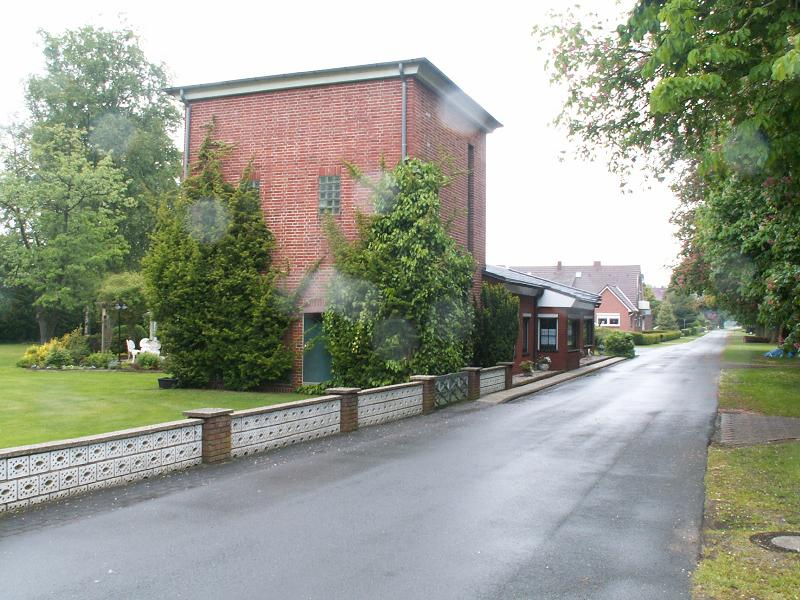
Electriciteitshuisje voormalig kamp Bathorn

## Muziek in oorlogstijd
De pastor Werner Koch, ontdekte dat zich nog al wat leden van een beroemd Franse Orchestre Lamoureux onder de Bathorn gevangenen bevonden. Reden waarom hij een kamporkest oprichtte. Koch was naast pastor ook tolk. Na het orkest richt hij ook een atelier in voor kunstzinnige gevangenen. Veel van deze kunstzinnige arbeid, in tekeningen, liederen, varia en theateraankondigingen zijn na zijn dood geschonken aan het DIZ in Papenburg.

## Na de oorlog
Het kamp Bathorn werd midden april 1945 door de Canadezen bevrijd. Na de verbouwing zijn er 1.800 Polen en Oekraïners in het kamp ondergebracht. Omdat zij een Duits gerelateerd verleden hadden, konden zij niet terug naar hun geboortegrond. In de jaren 50 was het kamp tijdelijk een justitiegevangenis. Nadien is het kamp afgebroken. Een elektriciteitshuisje uit de tijd van het kamp resteert, evenals de restanten van een brugpijler het Coevorden-Picardiekanaal. Thans is op de plek van het voormalige kamp het waterleidingsbedrijf en het dorp Bathorn gevestigd.

## Dodental
In de vijftien Emslandlager hebben naar schatting 100.000 tot 180.000 krijgsgevangenen en 80.000 politieke- en strafgevangenen moeten verblijven. Naar schatting zijn 38.000 van deze gevangenen in de Emslandlager vermoord. Voor het merendeel, 35.000, zijn dat Russische krijgsgevangenen geweest. Deze liggen op negen begraafplaatsen en in massagraven begraven. Per kamp kan zowel qua inwonertal als ten aanzien van het dodental niets specifieks met zekerheid worden gezegd. Van de begraafplaatsen is er deels wel bekend hoeveel mensen er liggen en welke nationaliteit deze mensen hadden. Hoeveel van de 180.000 tot 260.000 kamp bewoners de oorlog hebben overleefd is onbekend. Velen zijn later in andere kampen vermoord.

## Ontsnappingen
Soms moesten de gevangenen op enkele honderden meters van de Nederlandse grens werken. Regelmatig trachten de gevangenen de Nederlandse grens over te vluchten. Bij die vluchtpogingen werd er gericht op de gevangenen geschoten. Toch zijn er enige tientallen ontsnappingen gelukt. Maar Nederland stuurde de asielzoekers in de meeste gevallen terug. Vaak betekende dat alsnog de dood van de vluchteling. In enkele gevallen, die publieke aandacht trokken, werden asielzoekers niet naar Duitsland teruggestuurd, maar naar andere landen uitgewezen.